# Karoo-Ferrar
Karoo-Ferrar est le nom de deux grandes provinces ignées d'Afrique australe et de l'Antarctique, associées à la rupture initiale du supercontinent Gondwana.
Ses dépôts de roches basaltiques (trapps) couvrent principalement l'Afrique du Sud et l'Antarctique, mais certaines parties s'étendent plus loin en Afrique australe et en Amérique du Sud, en Inde, en Australie et en Nouvelle-Zélande.